# 鳳山街

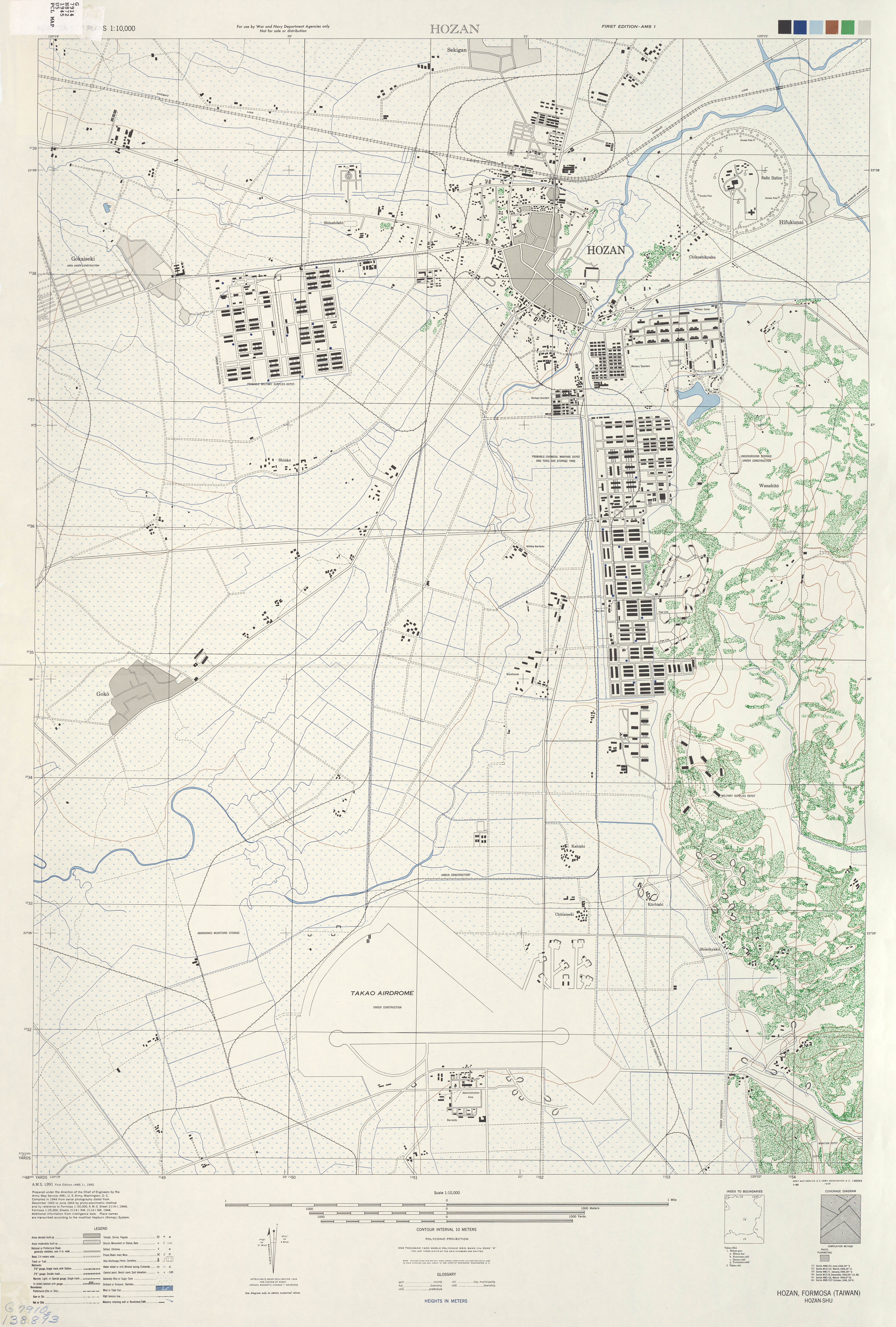
アメリカ陸軍が制作した鳳山街の地図（1945年）

鳳山街（ほうざんがい）は、日本統治時代の台湾に存在した街。高雄州鳳山郡に属した。街域は現在の高雄市鳳山区（埤頂里を除く）に相当する。1920年（大正9年）の行政区画再編に伴って発足した。

## 歴史
- 1920年（大正9年）10月1日 - 旧台南庁時代の鳳山支庁鳳山区の鳳山街・竹仔脚庄・新庄仔庄、七老爺区の五塊厝庄・籬仔内庄・道爺廍庄・七老爺庄・新甲庄・五甲庄、空地仔区の湾仔頭庄・過埤仔庄、赤山区の牛潮埔庄・赤山庄の区域をもって鳳山街が発足。街域に13の大字（鳳山（中国語版）・竹子脚（中国語版）・新庄子（中国語版）・道爺廍（中国語版）・七老爺（中国語版）・新甲（中国語版）・五塊厝（中国語版）・五甲（中国語版）・籬子内（中国語版）・湾子頭（中国語版）・過埤子（中国語版）・赤山（中国語版）・牛潮埔（中国語版））が設置される[1][2][3]。
- 1934年（昭和9年）12月 - 鳳山上水道が運用開始[4]。
- 1935年（昭和10年）7月 - 鳳山神社（中国語版）が創建される[4]。
- 1940年（昭和15年）10月1日 - 大字籬子内・五塊厝の全域および大字赤山の一部が高雄市に編入される[1]。
- 1945年（昭和20年）10月25日 - 中華民国国民政府による台湾接収に伴い、台湾総督府が廃止される。鳳山街は台湾省高雄県鳳山区管轄下の鳳山鎮となる。

## 歴代街長
| 代 | 氏名       | 在任期間        |
| -- | ---------- | --------------- |
| 1  | 青木恵範   | 1920年 - 1922年 |
| 2  | 齋藤永治   | 1923年 - 1926年 |
| 3  | 小平又次   | 1927年 - 1928年 |
| 4  | 平間重兵衛 | 1929年 - 1936年 |
| 5  | 袋井吉之輔 | 1937年 - 1945年 |

## 施設

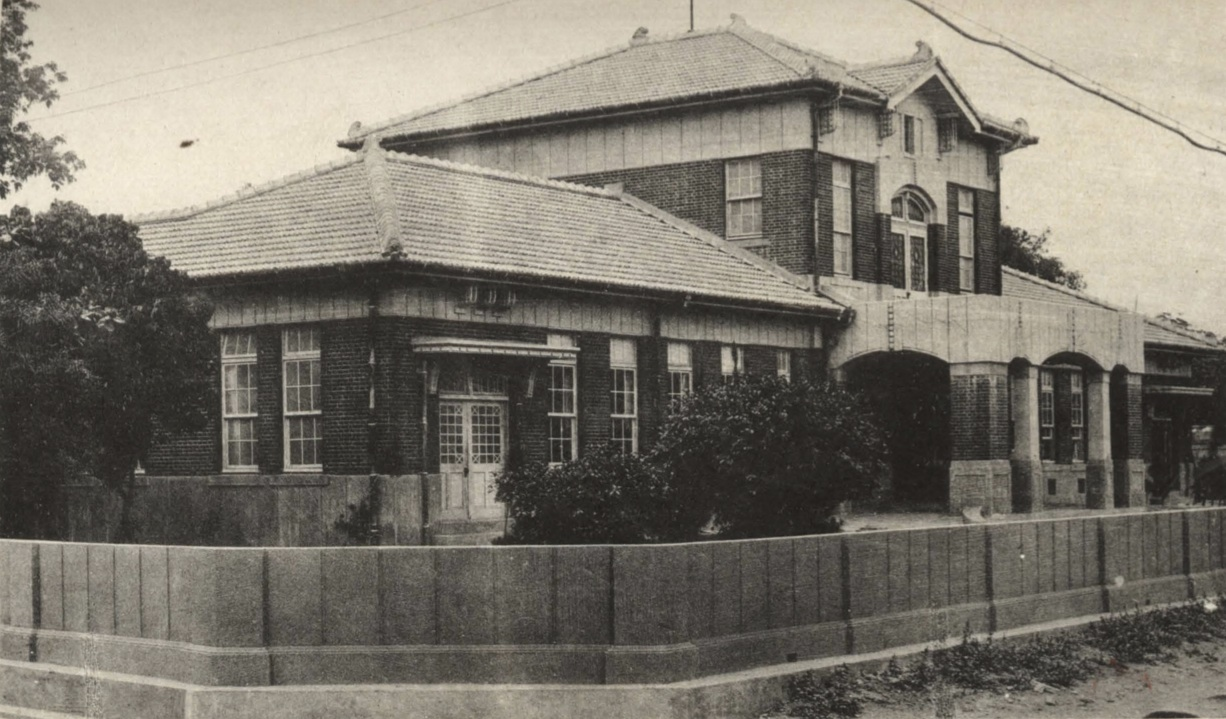
鳳山郡役所

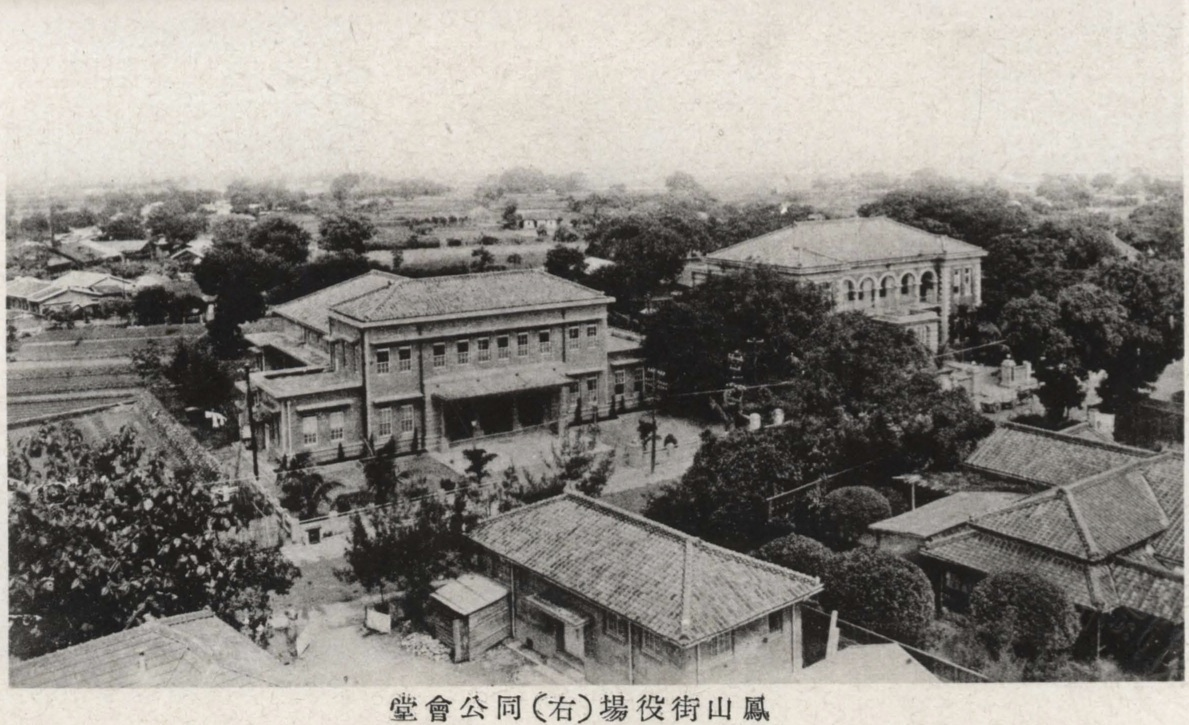
鳳山街役場（右）と鳳山公会堂（左）

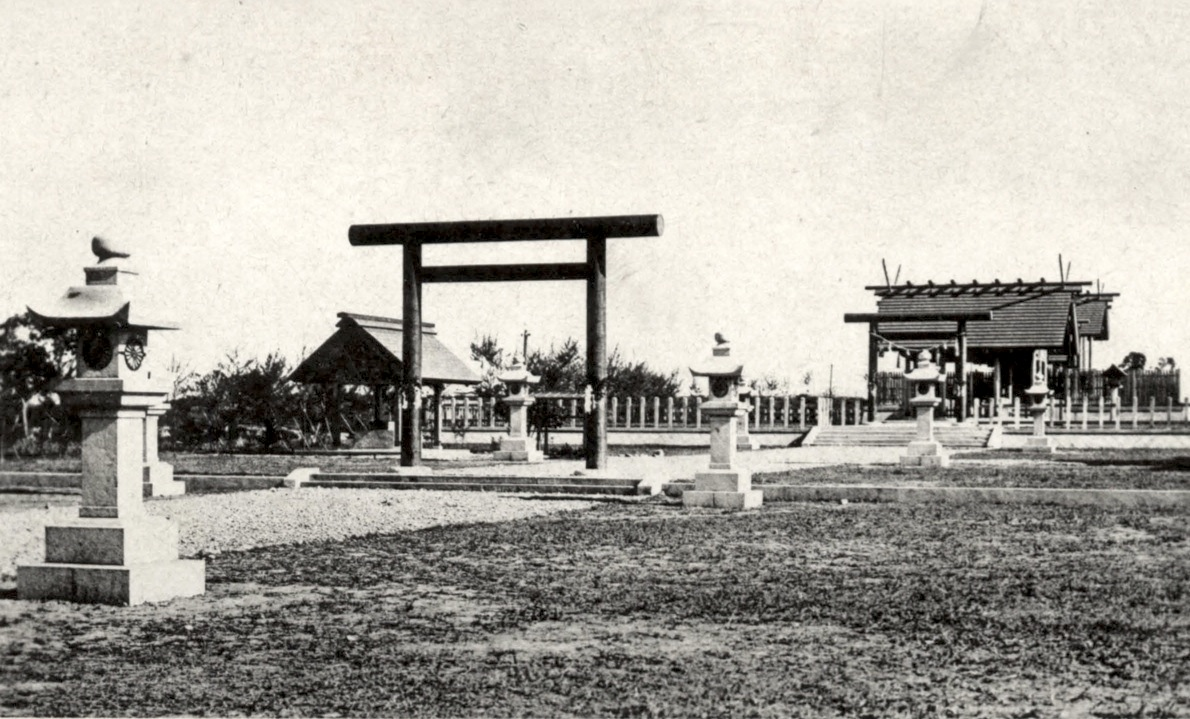
鳳山神社

- 鳳山郡役所
- 鳳山街役場（現：高雄市立図書館曹公分館）
- 鳳山公会堂
- 鳳山郵便局
- 高雄州種畜場
- 鳳山家畜市場
- 鳳山魚市場
- 高雄第一青年特別錬成所
- 台湾総督府西部特用作物種苗養成所
- 台湾総督府鳳山鳳梨種苗養成所
- 台湾商工銀行鳳山支店

### 教育
- 鳳山尋常小学校→鳳山国民学校（現：曹公国民小学）
- 鳳山公学校→鳳山西国民学校（現：鳳山国民小学（中国語版））
- 大東公学校→大東国民学校（現：大東国民小学）
- 五甲公学校→五甲国民学校（現：五甲国民小学）
- 鳳山青年学校

### 観光
- 鳳山神社（中国語版）
- 曹公祠（中国語版）
- 鳳儀書院（中国語版）
- 鳳山双慈亭（中国語版）
- 鳳邑城隍廟（中国語版）
- 鳳山龍山寺

## 交通

### 鉄道
台湾総督府鉄道
- 屏東線
  - - 鳳山 -